# صياد السمك المخطط
صياد السمك المخطط (الاسم العلمي: Halcyon chelicuti) طائر من فصيلة الرفرافيات. وصف لأول مرة من قبل إدوارد، اللورد ستانلي، في رحلة سالت إلى الحبشة في عام 1814 باسم «رفراف شيلكوت».